# ماركوس بيتمان
ماركوس بيتمان (بالإنجليزية: Marcus Bateman)‏ هو مجدف بريطاني، ولد في 16 سبتمبر 1982 في Paget Island ‏ في المملكة المتحدة.

## وصلات خارجية
- ماركوس بيتمان على موقع الاتحاد الدولي للتجديف (الإنجليزية)